# آجمه (جرجر)
آجمه (بالكردية: Aşma‏) (بالتركية: Açma)‏ هي قرية كرديّة تتبع إداريّاً لمديرية جرجر في محافظة أديامان التركية، بلغ عدد سكانها 171 نسمة في عام 2021.